# FIFA World Player of the Year 1996
L’edizione 1996 del FIFA World Player, 6ª edizione del premio calcistico istituito dalla FIFA, fu vinta dal brasiliano Ronaldo (PSV / Barcellona).
A votare furono 120 commissari tecnici di altrettante Nazionali.